# Giải BAFTA lần thứ 58
Giải BAFTA lần thứ 58 được trao bởi Viện Hàn lâm Nghệ thuật Điện ảnh và Truyền hình Anh Quốc năm 2005 để tôn vinh những bộ phim xuất sắc nhất năm 2004.
The Aviator đoạt giải Phim hay nhất, Nữ diễn viên phụ (Cate Blanchett), Thiết kế sản xuất và Hóa trang và làm tóc xuất sắc nhất. Jamie Foxx và Imelda Staunton lần lượt đoạt giải Nam và Nữ diễn viên chính xuất sắc nhất với các phim Ray và Vera Drake. Vera Drake cũng đoạt giải Đạo diễn xuất sắc nhất (Mike Leigh) và Thiết kế phục trang xuất sắc nhất. My Summer of Love do Paweł Pawlikowski làm đạo diễn được chọn là phim Anh hay nhất năm 2004.

## Chiến thắng và đề cử

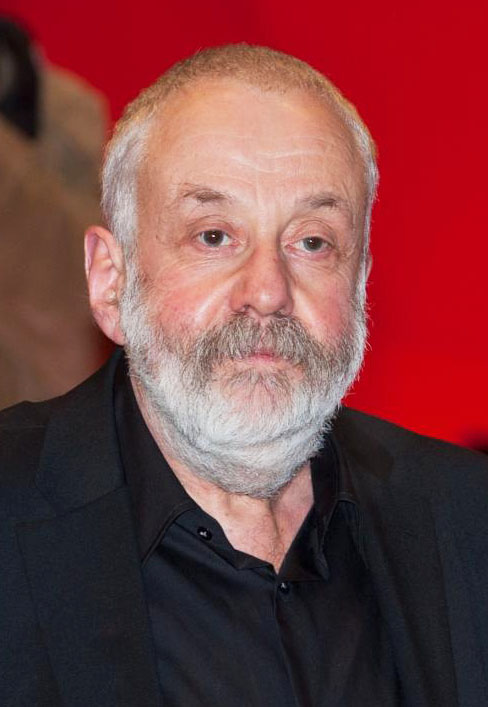
Mike Leigh, Đạo diễn xuất sắc nhất

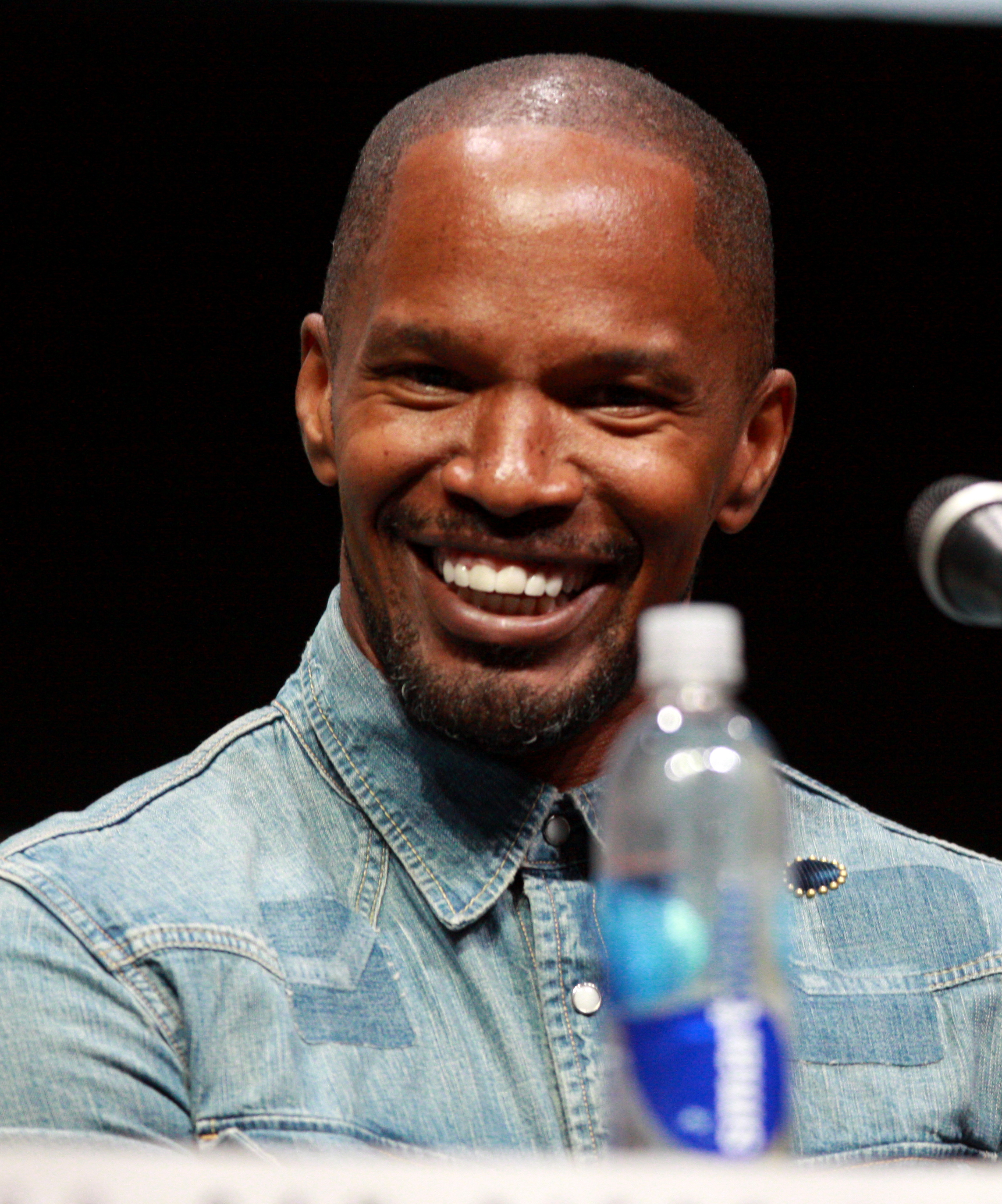
Jamie Foxx, Nam diễn viên chính xuất sắc nhất

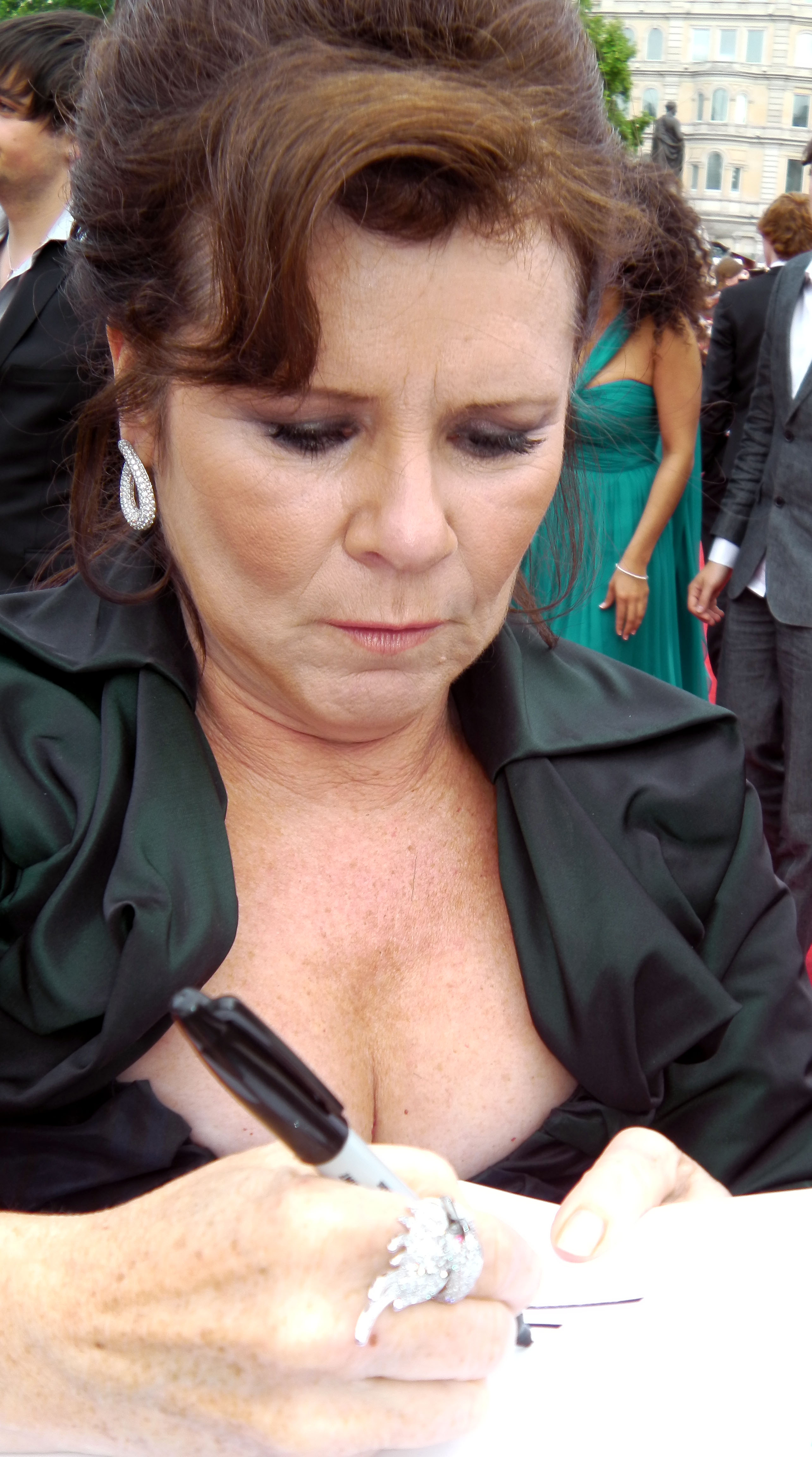
Imelda Staunton, Nữ diễn viên chính xuất sắc nhất

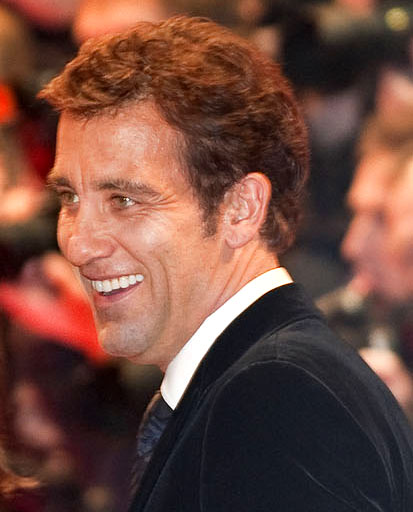
Clive Owen, Nam diễn viên phụ xuất sắc nhất

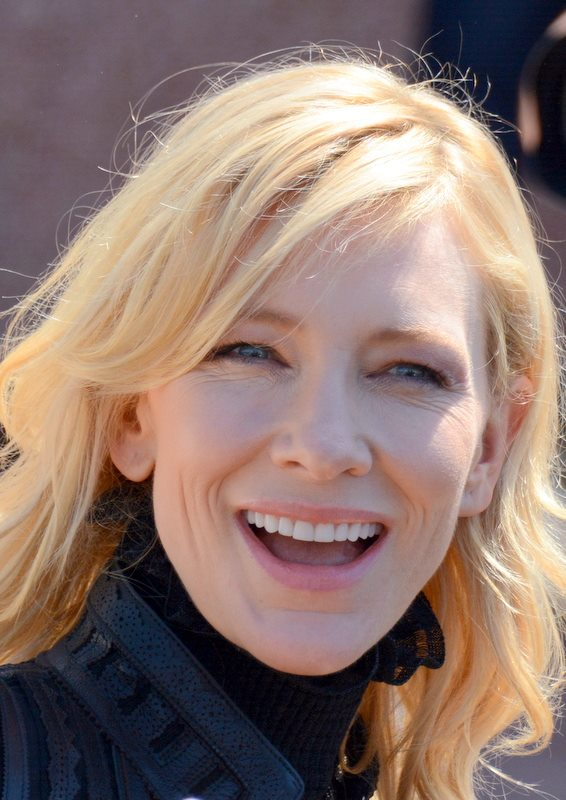
Cate Blanchett, Nữ diễn viên phụ xuất sắc nhất

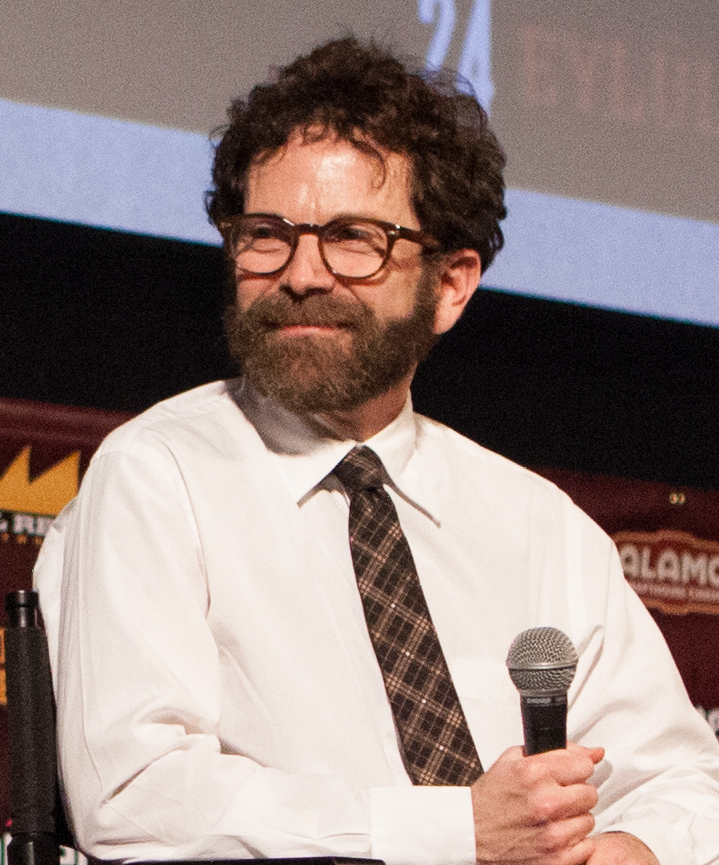
Charlie Kaufman, Kịch bản gốc xuất sắc nhất

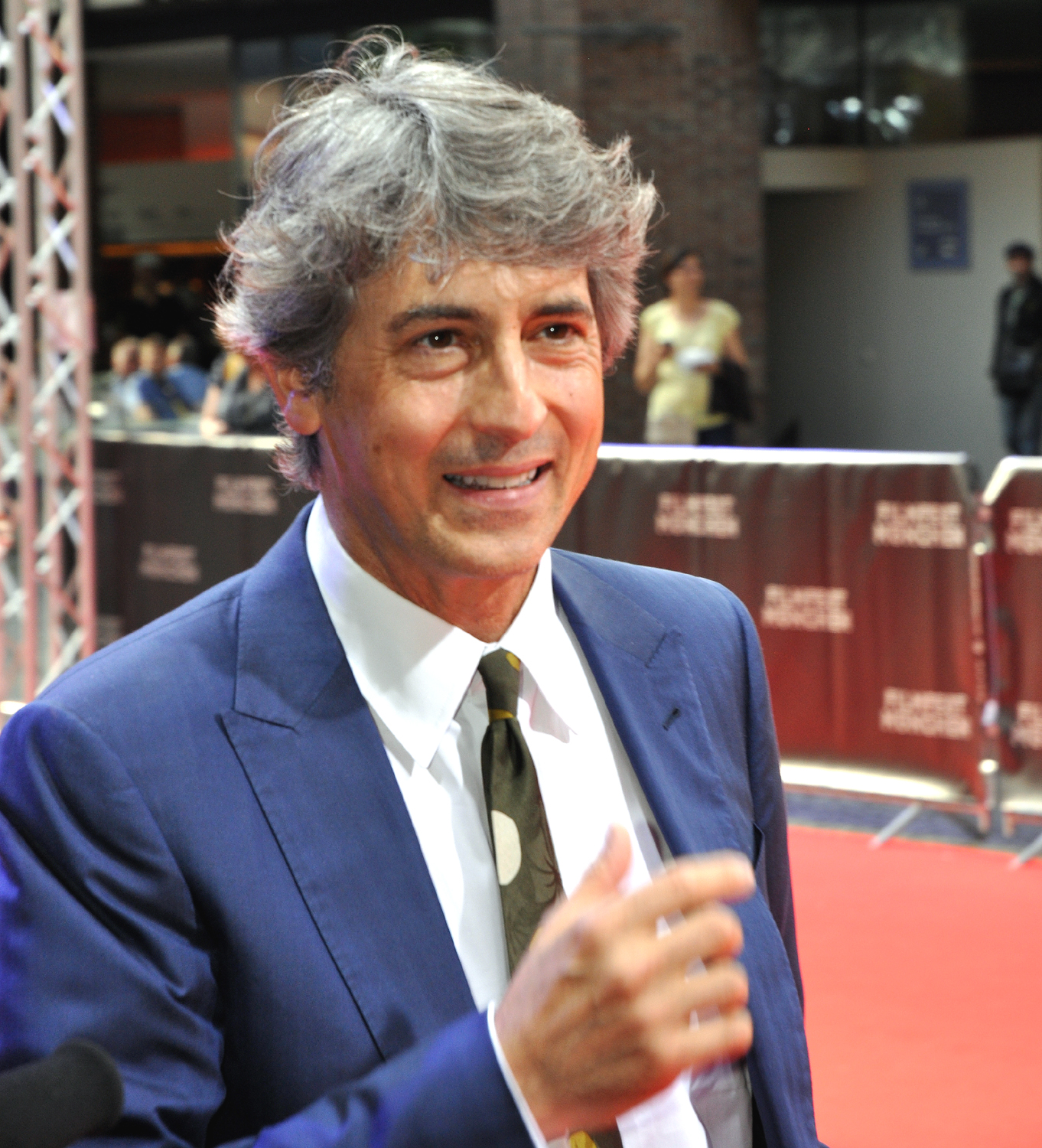
Alexander Payne, đồng Kịch bản chuyển thể xuất sắc nhất

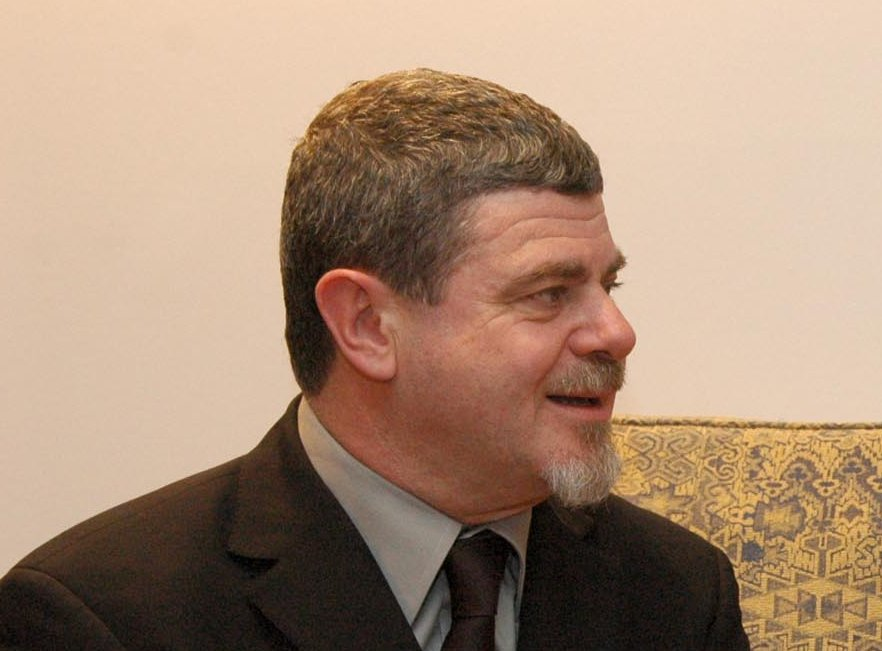
Gustavo Santaolalla, Nhạc phim hay nhất

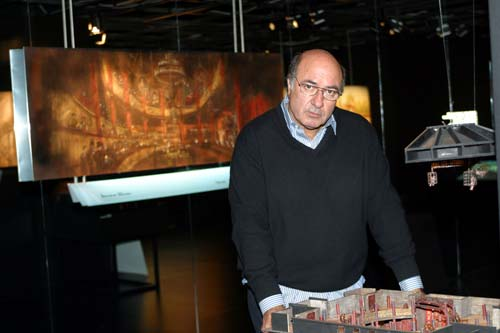
Dante Ferretti, Thiết kế sản xuất xuất sắc nhất

| Phim hay nhất The Aviator – Michael Mann, Sandy Climan, Graham King và Charles Evans Jr. - Eternal Sunshine of the Spotless Mind – Steve Golin và Anthony Bregman - Finding Neverland – Richard N. Gladstein và Nellie Bellflower - The Motorcycle Diaries – Michael Nozik, Edgard Tenenbaum và Karen Tenkhoff - Vera Drake – Simon Channing Williams và Alain Sarde                                 | Đạo diễn xuất sắc nhất Mike Leigh – Vera Drake - Marc Forster – Finding Neverland - Martin Scorsese – The Aviator - Michael Mann – Collateral - Michel Gondry – Eternal Sunshine of the Spotless Mind |
| Nam diễn viên chính xuất sắc nhất Jamie Foxx – Ray vai Ray Charles - Gael García Bernal – The Motorcycle Diaries vai Che Guevara - Jim Carrey – Eternal Sunshine of the Spotless Mind vai Joel Barish - Johnny Depp – Finding Neverland vai J. M. Barrie - Leonardo DiCaprio – The Aviator vai Howard Hughes                                                                                         | Nữ diễn viên chính xuất sắc nhất Imelda Staunton – Vera Drake vai Vera Drake - Charlize Theron – Monster vai Aileen Wuornos - Kate Winslet – Eternal Sunshine of the Spotless Mind vai Clementine Kruczynski - Kate Winslet – Finding Neverland vai Sylvia Llewelyn Davies - Chương Tử Di – Thập diện mai phục vai Mei |
| Nam diễn viên phụ xuất sắc nhất Clive Owen – Closer vai Larry Gray - Alan Alda – The Aviator vai Owen Brewster - Jamie Foxx – Collateral vai Max Durocher - Phil Davis – Vera Drake vai Stanley Drake - Rodrigo de la Serna – The Motorcycle Diaries vai Alberto Granado | Nữ diễn viên phụ xuất sắc nhất Cate Blanchett – The Aviator vai Katharine Hepburn - Heather Craney – Vera Drake vai Joyce Drake - Julie Christie – Finding Neverland vai Emma du Maurier - Meryl Streep – The Manchurian Candidate vai Eleanor Prentiss Shaw - Natalie Portman – Closer vai Alice Ayres / Jane Jones |
| Kịch bản gốc xuất sắc nhất Eternal Sunshine of the Spotless Mind – Charlie Kaufman - The Aviator – John Logan - Collateral – Stuart Beattie - Ray – James L. White - Vera Drake – Mike Leigh | Kịch bản chuyển thể xuất sắc nhất Sideways – Alexander Payne và Jim Taylor - Les Choristes – Christophe Barratier và Philippe Lopes-Curval - Closer – Patrick Marber - Finding Neverland – David Magee - The Motorcycle Diaries – José Rivera |
| Quay phim xuất sắc nhất Collateral – Dion Beebe và Paul Cameron - The Aviator – Robert Richardson - Finding Neverland – Roberto Schaefer - Thập diện mai phục – Zhao Xiaoding - The Motorcycle Diaries – Éric Gautier | Thiết kế phục trang xuất sắc nhất Vera Drake – Jacqueline Durran - The Aviator – Sandy Powell - Finding Neverland – Alexandra Byrne - Thập diện mai phục – Emi Wada - The Merchant of Venice – Sammy Sheldon |
| Dựng phim xuất sắc nhất Eternal Sunshine of the Spotless Mind – Valdís Óskarsdóttir - The Aviator – Thelma Schoonmaker - Collateral – Jim Miller và Paul Rubell - Thập diện mai phục – Long Cheng - Vera Drake – Jim Clark | Hóa trang và làm tóc xuất sắc nhất The Aviator – Morag Ross, Kathryn Blondell và Siân Grigg - Finding Neverland – Christine Blundell - Harry Potter và tên tù nhân ngục Azkaban – Amanda Knight, Eithn Fennell và Nick Dudman - Thập diện mai phục – Kwan Lee-Na, Yang Xiaohai và Chau Siu-Mui - Vera Drake – Christine Blundell |
| Nhạc phim hay nhất The Motorcycle Diaries – Gustavo Santaolalla - The Aviator – Howard Shore - Les Choristes – Bruno Coulais - Finding Neverland – Jan A. P. Kaczmarek - Ray – Craig Armstrong | Thiết kế sản xuất xuất sắc nhất The Aviator – Dante Ferretti - Finding Neverland – Gemma Jackson - Harry Potter và tên tù nhân ngục Azkaban – Stuart Craig - Thập diện mai phục – Huo Tingxiao - Vera Drake – Eve Stewart |
| Âm thanh xuất sắc nhất Ray – Steve Cantamessa, Scott Millan, Greg Orloff và Bob Beemer - The Aviator – Philip Stockton, Eugene Gearty, Petur Hliddal và Tom Fleischman - Collateral – Elliott Koretz, Lee Orloff, Michael Minkler và Myron Nettinga - Thập diện mai phục – Tao Jing và Roger Savage - Người Nhện 2 – Paul N. J. Ottosson, Kevin O'Connell, Greg P. Russell và Jeffrey J. Haboush     | Hiệu ứng hình ảnh đặc biệt xuất sắc nhất The Day After Tomorrow – Karen Goulekas, Neil Corbould, Greg Strause và Remo Balcells - The Aviator – Robert Legato, Pete Travers, Matthew Gratzner và Bruce Steinheimer - Harry Potter và tên tù nhân ngục Azkaban – John Richardson, Roger Guyett, Tim Burke, Bill George và Karl Mooney - Thập diện mai phục – Angie Lam, Andy Brown, Kirsty Millar và Luke Hetherington - Người Nhện 2 – John Dykstra, Scott Stokdyk, Anthony LaMolinara và John Frazier |
| Phim Anh hay nhất My Summer of Love – Tanya Seghatchian, Christopher Collins và Paweł Pawlikowski - Dead Man's Shoes – Mark Herbert và Shane Meadows - Harry Potter và tên tù nhân ngục Azkaban – David Heyman, Chris Columbus, Mark Radcliffe và Alfonso Cuarón - Shaun of the Dead – Nira Park và Edgar Wright - Vera Drake – Simon Channing Williams, Alain Sarde và Mike Leigh                   | Đạo diễn, Biên kịch, Nhà sản xuất đầu tay người Anh nổi bật A Way of Life – Amma Asante (Biên kịch/Đạo diễn) - AfterLife – Andrea Gibb (Biên kịch) - Dear Frankie – Shona Auerbach (Đạo diễn) - Layer Cake – Matthew Vaughn (Đạo diễn) - Shaun of the Dead – Nira Park (Sản xuất) |
| Phim hoạt hình ngắn hay nhất Birthday Boy – Andrew Gregory và Park Se-jong - City Paradise – Erika Forzy và Gaelle Denis - Heavy Pockets – Jane Robertson và Sarah Cox - His Passionate Bride – Sylvie Bringas và Monika Forsberg - Little Things – Daniel Greaves | Phim ngắn hay nhất The Banker – Kelly Broad và Hattie Dalton - Can't Stop Breathing – Ravinder Basra và Amy Neil - Elephant Boy – Rene Mohandas và Durdana Shaikh - Knitting a Love Song – Debbie Ballin và Annie Watson - Six Shooter – Mia Bays, Kenton Allen và Martin McDonagh |
| Phim không nói tiếng Anh hay nhất The Motorcycle Diaries – Michael Nozik, Edgard Tenenbaum, Karen Tenkhoff và Walter Salles - Bad Education – Agustín Almodóvar và Pedro Almodóvar - Les Choristes – Arthur Cohn, Nicolas Mauvernay, Jacques Perrin và Christophe Barratier - Thập diện mai phục – William Kong và Trương Nghệ Mưu - Cuộc đính hôn lâu dài – Francis Boespflug và Jean-Pierre Jeunet | |

## Thống kê
| Số lượng | Phim                                     |
| -------- | ---------------------------------------- |
| 14       | The Aviator                              |
| 11       | Finding Neverland                        |
| 11       | Vera Drake                               |
| 9        | Thập diện mai phục                       |
| 7        | The Motorcycle Diaries                   |
| 6        | Collateral                               |
| 6        | Eternal Sunshine of the Spotless Mind    |
| 4        | Harry Potter và tên tù nhân ngục Azkaban |
| 4        | Ray                                      |
| 3        | Les Choristes                            |
| 3        | Closer                                   |
| 2        | Shaun of the Dead                        |
| 2        | Người Nhện 2                             |

| Số lượng | Phim                                  |
| -------- | ------------------------------------- |
| 4        | The Aviator                           |
| 3        | Vera Drake                            |
| 2        | Eternal Sunshine of the Spotless Mind |
| 2        | The Motorcycle Diaries                |
| 2        | Ray                                   |